# Linda McMahon
Linda Marie McMahon (New Bern, 4 de outubro de 1948) é uma empresária e política estadunidense, ex-CEO da WWE e esposa de Vince McMahon, sócio majoritário da WWE.
Foi Administradora da Administração de Pequenos Negócios do governo de Donald Trump.

## Carreira
Linda foi diretora da empresa desde 1980 e foi responsável pelo grande crescimento do merchandising da WWE. Linda se tornou presidente da WWF, em 1993, e permaneceu com o emprego até maio de 2000 (kayfabe), embora quem exercesse o cargo de presidente era Vince McMahon. Ela se tornou CEO da companhia em 1997. Teve que se retirar da WWE em 2009 para investir na sua carreira de senadora dos EUA.
Concorreu nas eleições de 2010 a senadora, sendo derrotada com 43% dos votos válidos.

## Ligações Externas
- Biografia no WWE Corporate